# Pferdedecke

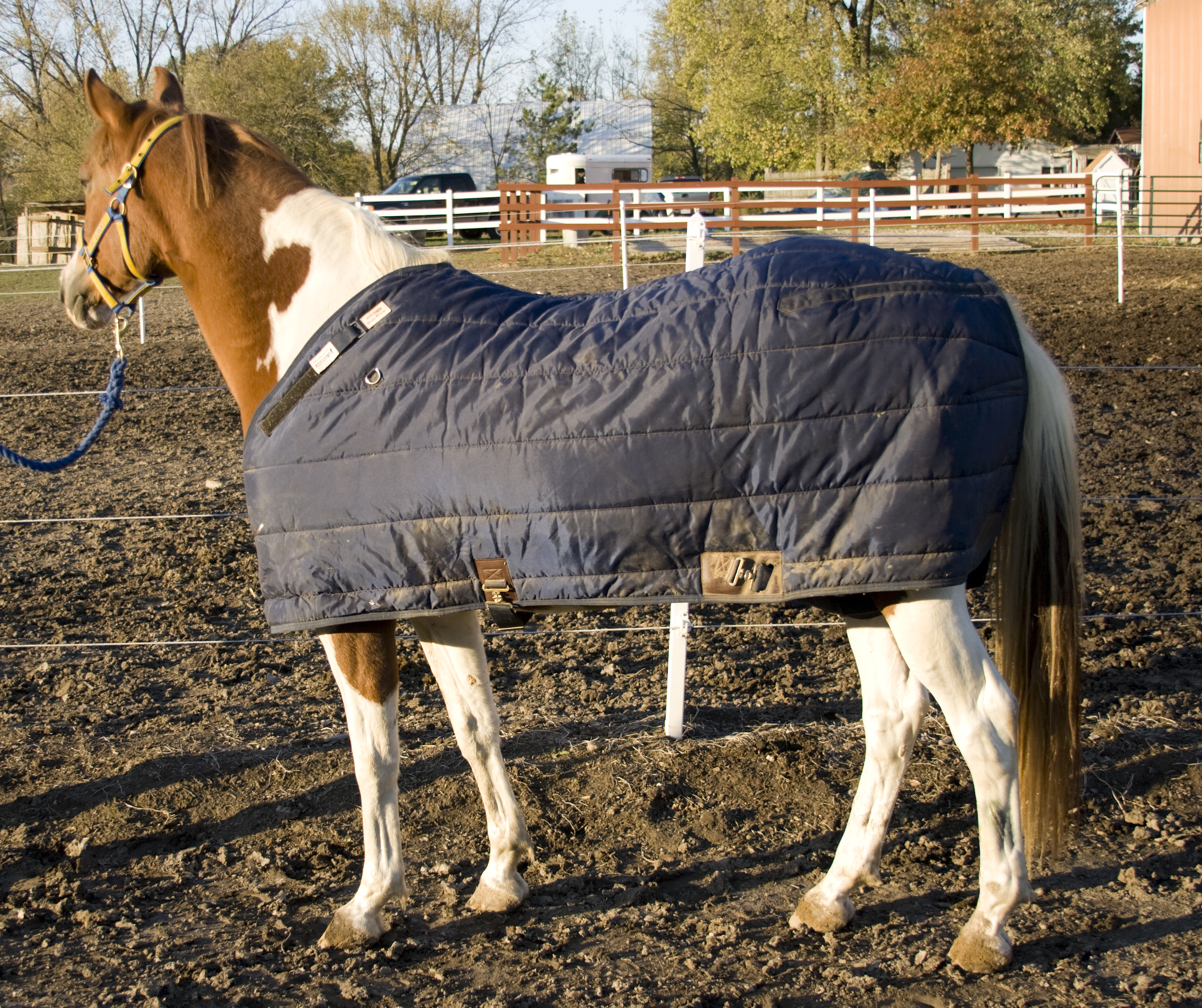
Eine Thermodecke

Eine Pferdedecke ist eine Decke für ein Pferd, die es vor Kälte, Nässe, Insekten und anderem schützt.

## Material und Verwendungszweck
In der Pferdepflege werden je nach Verwendungszweck Decken aus sehr verschiedenen Geweben verwendet.

### Fliegendecke
Fliegendecken sind aus Netzgewebe und schützen vor Insekten und Insektenstichen.  Baumwollfliegendecken (Netzdecken) sind grobmaschig und luftig. Wenn sich das Pferd bewegt, werden die Insekten durch das Netz verscheucht. 
Ekzemerdecken sind aus sehr feinmaschigem Kunstfaser-Gewebe, häufig mit Halsteil, damit die Insekten nicht durchdringen können. Sie sind weniger luftig. Sie schützen vor Sommerekzem, das durch Kriebelmücken und Gnitzen hervorgerufenen wird. Kriebelmücken, welche sich in der Mähne verstecken, lassen sich nicht einfach verscheuchen, sie müssen ferngehalten werden. Es gibt auch Fliegendecken mit Zebrastreifen, die Insekten abhalten sollen.

### Abschwitzdecke
Abschwitzdecken sind aus meist dünnem, Feuchtigkeit aufnehmendem (beispielsweise Baumwolle) oder transportierendem Gewebe (z. B. Polyesterfleece). Eine Abschwitzdecke schützt ein nassgeschwitztes Pferd vor kalter Zugluft, nimmt die Feuchtigkeit vom Pferdekörper auf und gibt sie nach außen ab. Das Pferd wird so schneller trocken und erkältet sich nicht so leicht. Auf Reitturnieren erhält das Siegerpferd häufig eine Decke mit einem Emblem des Turniers als Preis. Siegerdecken sind meistens Abschwitzdecken.

### Weidedecke

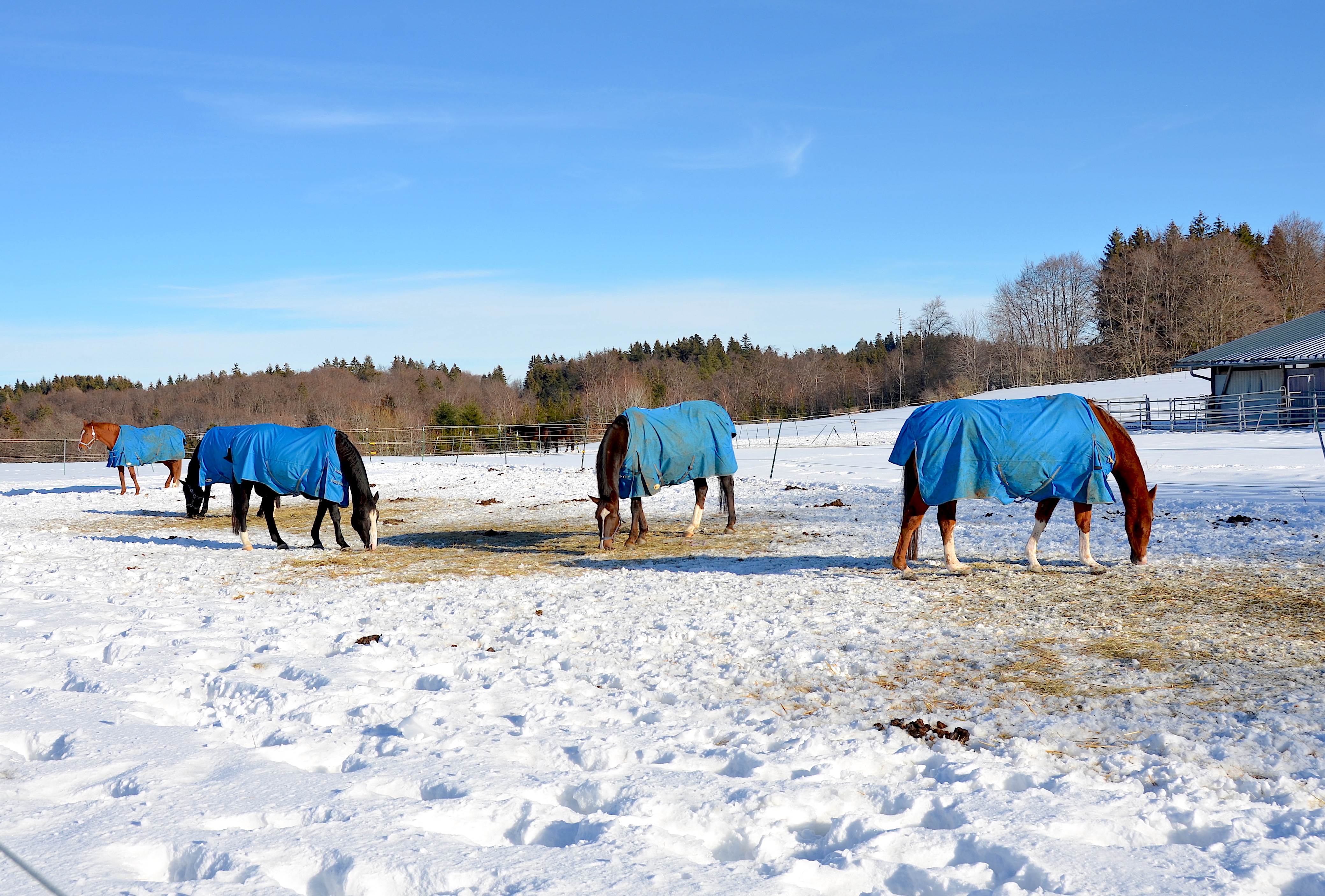
Pensionspferde mit Winter-Weidedecken

Weidedecken gibt es als ungefütterte Regendecken oder als dicke Weide-Winterdecken. Weidedecken sind aus robustem und wasserdichtem Material (z. B. 1000 Denier Nylonmaterial). Eine gewachste Pferdedecke ist von außen stark imprägniert, so dass beispielsweise Regen nicht durchdringen kann. Sie wird häufig bei Schlechtwetter für Pferde mit Paddockboxen, Weidegang oder in der Offenstallhaltung verwendet. Ein für den Pferdehalter vorteiliger Nebeneffekt ist, dass das Pferd weniger schmutzig wird, wenn es sich im Schlamm wälzt. Es gibt auch Weidedecken, unter denen das Pferd abschwitzen kann. Solche Decken sind mit einer semipermeablen Membrane ausgestattet und sind vergleichsweise teuer.

### Winterdecke
Es gibt Stall-Winterdecken und Weide-Winterdecken. Thermodecken sind gepolsterte Decken, die durch die dicke Wattierung wärmer sind.
Ein Pferd mit einem dicken Winterfell fängt bei Belastung schnell an zu schwitzen und braucht sehr lange, um wieder zu trocknen. Je nach Fell kann das über eine Stunde Trockenreiten bedeuten. Wird ein Pferd jedes Jahr vom Beginn des Fellwechsels im Herbst (meist im September) bis zum Beginn des Fellwechsels im Frühjahr mit einer warmen Decke eingedeckt, dann bildet es ein weniger dickes Winterfell aus. Wird es zu spät eingedeckt, nicht warm genug gedeckt oder mal ein Jahr gar nicht eingedeckt, dann wird sofort wieder ein dickes Winterfell gebildet, das sich erst langsam über Jahre hinweg wieder zurückbildet. Ein Pferd, das im Winter eingedeckt wird, sollte im Winter niemals frieren, weil es sich einerseits leicht erkälten kann und andererseits sofort anfängt Winterfell zu bilden. Auch geschorene Pferde müssen eingedeckt werden.

### Longierdecke
Longierdecken oder Führmaschinendecken zeichnen sich durch viel Schulterfreiheit aus, damit sich das Pferd frei bewegen kann. Für diesen Zweck wird häufig Softshell-Material verwendet.

### Ausreit- und Nierendecke
Nierendecken sind Decken, welche die Nieren des Pferdes beim Reiten in der Kälte schützen. Nierendecken sind meistens Thermodecken. 

Ausreitdecken reichen vom Widerrist bis zur Kruppe und haben einen Sattelausschnitt. Ausreitdecken sind häufig Regendecken.

### Zubehör

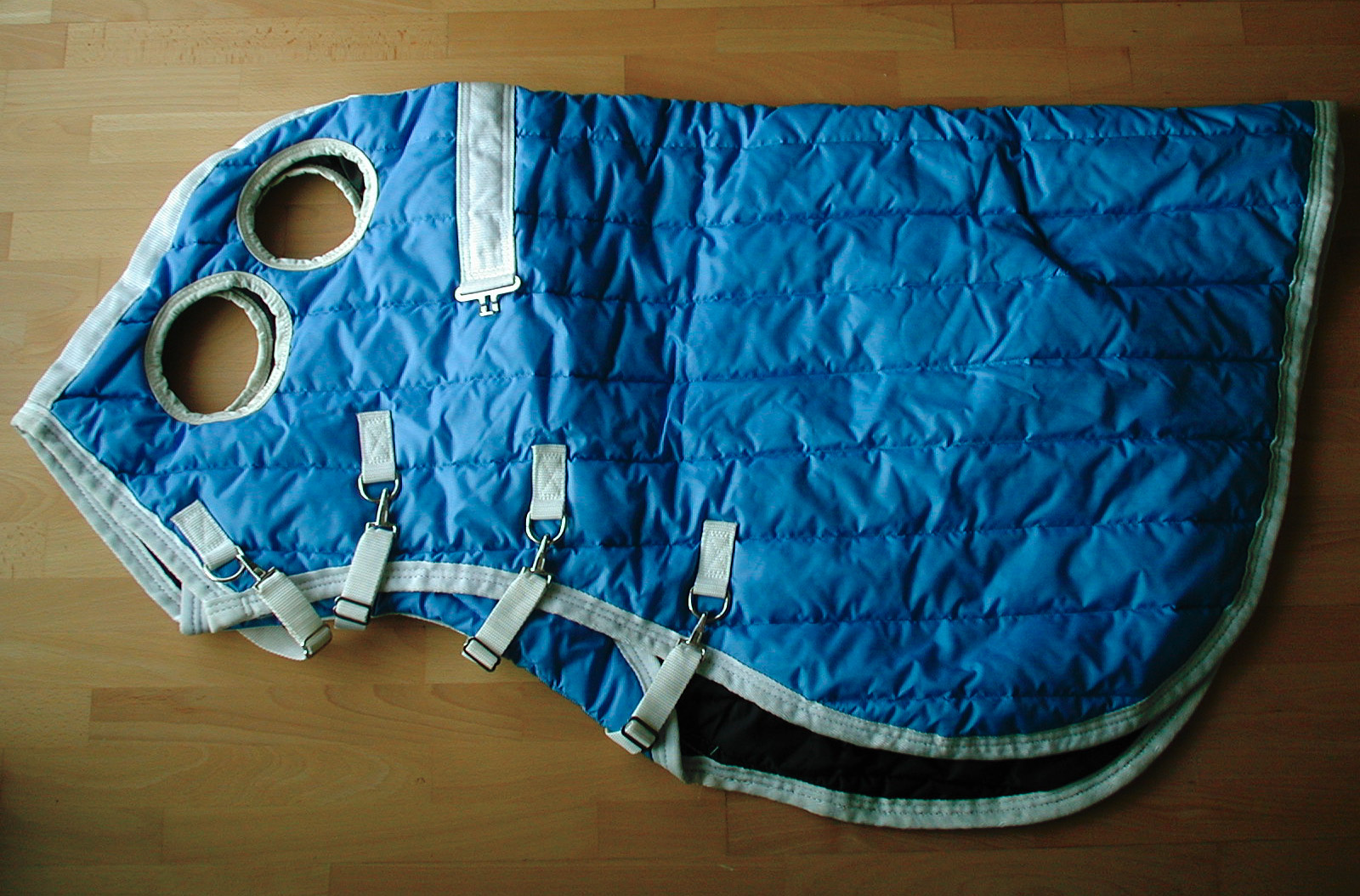
Ein Kopfstück einer Pferdedecke

Einige Pferdedecken sind mit Bauchlatz, Halsteil oder zusätzlichen Kopfstücken versehen. Decken, welche von Pferden ohne menschliche Aufsicht getragen werden, wie Weidedecken, Stalldecken oder Fliegendecken, sind meist mit Kreuzgurten und Beinschnüren ausgestattet, damit sie nicht verrutschen.